# 林启寿
林启寿（1919年—1978年8月26日），男，安徽无为人，中国植物化学家，曾任北京医学院教授，中国药学会理事，《药学通报》主编，中国药典编纂委员会通讯委员。